# Bouzina
Bouzina là một thị trấn thuộc tỉnh Batna, Algérie. Dân số thời điểm năm 2002 là 13.888 người.